# Entelecara
Entelecara Simon, 1884 è un genere di ragni appartenente alla famiglia Linyphiidae.

## Distribuzione
Le 22 specie oggi attribuite a questo genere sono diffuse in diverse località della regione olartica: sono noti due endemismi in Svezia e in Francia; uno in Italia, Cina, Ungheria e Giappone. Le specie dall'areale più vasto sono la E. acuminata e la E. media, diffuse in tutta la regione olartica.
In Italia abbiamo E. italica Thaler, 1984, un endemismo presente solo in Italia meridionale; sono stati inoltre rinvenuti esemplari di E. aestiva in Italia settentrionale e di E. acuminata e E. media in varie località dell'intera penisola.
Secondo Tanasevitch in Italia sono stati reperiti anche esemplari di E. congenera e E. erythropus.

## Tassonomia

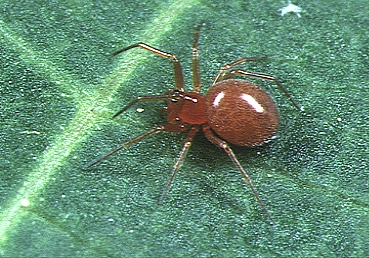
Entelecara tanikawai, femmina

Considerato un sinonimo anteriore di Stajus Simon, 1884 a seguito di uno studio di Millidge del 1977 (sinonimia non accettata da un recente studio di Wunderlich del 2011).
Non è invece sinonimo anteriore di Mythoplastoides Crosby & Bishop, 1933 a seguito di un lavoro di Crawford del 1988 e contra un analogo studio di Hackman del 1954; non lo è nemmeno di Araeoncoides Wunderlich, 1969 a seguito di un lavoro di Wunderlich & Blick del 2006 e contra un analogo lavoro di Heimer & Nentwig del 1991.
A dicembre 2011, si compone di 22 specie:
- Entelecara acuminata (Wider, 1834)[5] — Regione olartica
- Entelecara aestiva Simon, 1918 — Francia, Italia
- Entelecara aurea Gao & Zhu, 1993 — Cina
- Entelecara cacuminum Denis, 1954 — Francia
- Entelecara congenera (O. P.-Cambridge, 1879) — Regione paleartica
- Entelecara dabudongensis Paik, 1983 — Russia, Cina, Corea, Giappone
- Entelecara errata O. P.-Cambridge, 1913 — Europa, Russia
- Entelecara erythropus (Westring, 1851) — Regione paleartica
- Entelecara flavipes (Blackwall, 1834) — Europa, Russia
- Entelecara forsslundi Tullgren, 1955 — Svezia, Russia, Estonia
- Entelecara helfridae Tullgren, 1955 — Svezia
- Entelecara italica Thaler, 1984 — Italia
- Entelecara klefbecki Tullgren, 1955 — Svezia
- Entelecara media Kulczyński, 1887 — Regione olartica
- Entelecara obscura Miller, 1971 — Repubblica Ceca, Slovacchia
- Entelecara omissa O. P.-Cambridge, 1902 — Europa
- Entelecara schmitzi Kulczynski, 1905 — Madeira, Francia
- Entelecara sombra (Chamberlin & Ivie, 1947) — Russia, Alaska, Canada, USA
- Entelecara strandi Kolosváry, 1934 — Ungheria
- Entelecara tanikawai Tazoe, 1993 — Giappone
- Entelecara truncatifrons (O. P.-Cambridge, 1875) — Francia, Corsica, Algeria
- Entelecara turbinata Simon, 1918 — Francia

### Sinonimi
- Entelecara depilata Tullgren, 1955; quest'esemplare è stato posto in sinonimia con Entelecara omissa O. P.-Cambridge, 1902, a seguito di un lavoro di Jonsson del 2005[1].

### Specie trasferite
Vi è cospicua variabilità nei caratteri peculiari di questo genere: le dieci specie trasferite sono state classificate in otto generi diversi fra loro:
- Entelecara abrupta (Emerton, 1909); trasferita al genere Walckenaeria Blackwall, 1833.
- Entelecara africana Holm, 1962; trasferita al genere Ceratinopsis Emerton, 1882.
- Entelecara berolinensis (Wunderlich, 1969); trasferita al genere Moebelia Dahl, 1886.
- Entelecara graeca (O. P.-Cambridge, 1872); trasferita al genere Diplocephalus Bertkau, 1883.
- Entelecara meticulosa Simon, 1918; trasferita al genere Diplocephalus Bertkau, 1883.
- Entelecara naraensis (Oi, 1960); trasferita al genere Parhypomma Eskov, 1992.
- Entelecara speciosa (O. P.-Cambridge, 1895); trasferita al genere Erigonella Dahl, 1901.
- Entelecara subelevata (L. Koch, 1869); trasferita al genere Erigonella Dahl, 1901.
- Entelecara thorelli (Westring, 1861); trasferita al genere Trichopterna Kulczyński, 1894.
- Entelecara trifrons (O. P.-Cambridge, 1863); trasferita al genere Baryphyma Simon, 1884.

### Nomina dubia
- Entelecara erecta (L. Koch, 1869); esemplare maschile, reperito in Austria e originariamente ascritto al genere Erigone, è stato trasferito qui da Simon nel 1884. A seguito di uno studio dell'aracnologo Thaler del 1991, è da considerarsi nomen dubium[1].
- Entelecara frontalis (Ohlert, 1867);esemplari maschili e femminili, rinvenuti in Germania e originariamente ascritti al genere Micryphantes, a seguito di un lavoro degli aracnologi Prószynski & Starega del 1971, sono da considerarsi nomina dubia[1].
- Entelecara strandi (Caporiacco, 1947); esemplare juvenile, rinvenuto in Tanzania e originariamente ascritto all'ex-genere Stajus, a seguito di un lavoro dell'aracnologo Sharff del 1990, è da ritenersi nomen dubium[1].